# Hydriomena californiata
Hydriomena californiata är en fjärilsart som beskrevs av Alpheus Spring Packard 1871. Hydriomena californiata ingår i släktet Hydriomena och familjen mätare. Inga underarter finns listade i Catalogue of Life.